# Australian Ice Hockey League 2004
Die Saison 2004 war die vierte Spielzeit der Australian Ice Hockey League, der höchsten australischen Eishockeyspielklasse. Meister wurden zum ersten Mal überhaupt in der Vereinsgeschichte die West Sydney Ice Dogs.

## Modus
In der Regulären Saison absolvierte jede der sechs Mannschaften insgesamt 20 Spiele. Die vier bestplatzierten Mannschaften qualifizierten sich für die Playoffs, in denen der Meister ausgespielt wurde. Für einen Sieg nach regulärer Spielzeit erhielt jede Mannschaft drei Punkte, für einen Sieg nach Overtime zwei Punkte, für ein Unentschieden und eine Niederlage nach Overtime einen Punkt und für eine Niederlage nach der regulären Spielzeit null Punkte.

## Reguläre Saison

### Tabelle
|    | Klub                  | Sp | S  | OTS | U | OTN | N  | Tore   | Punkte |
| -- | --------------------- | -- | -- | --- | - | --- | -- | ------ | ------ |
| 1. | Newcastle North Stars | 20 | 15 | 2   | 2 | 0   | 1  | 93:050 | 51     |
| 2. | West Sydney Ice Dogs  | 20 | 10 | 0   | 0 | 2   | 8  | 92:071 | 32     |
| 3. | Sydney Bears          | 20 | 8  | 1   | 1 | 4   | 6  | 68:066 | 31     |
| 4. | Adelaide Avalanche    | 20 | 8  | 1   | 1 | 2   | 8  | 64:067 | 29     |
| 5. | Melbourne Ice         | 20 | 5  | 2   | 1 | 0   | 12 | 64:071 | 20     |
| 6. | Canberra Knights      | 20 | 3  | 2   | 1 | 0   | 14 | 53:109 | 14     |

Sp = Spiele, S = Siege, U = Unentschieden, N = Niederlagen, OTS = Overtime-Siege, OTN = Overtime-Niederlage, SOS = Penalty-Siege, SON = Penalty-Niederlage

## Playoffs

### Halbfinale
- Newcastle North Stars – Adelaide Avalanche 3:2 n. V.
- West Sydney Ice Dogs – Sydney Bears 5:4

### Finale
- West Sydney Ice Dogs – Newcastle North Stars 3:1